# Ken Giles

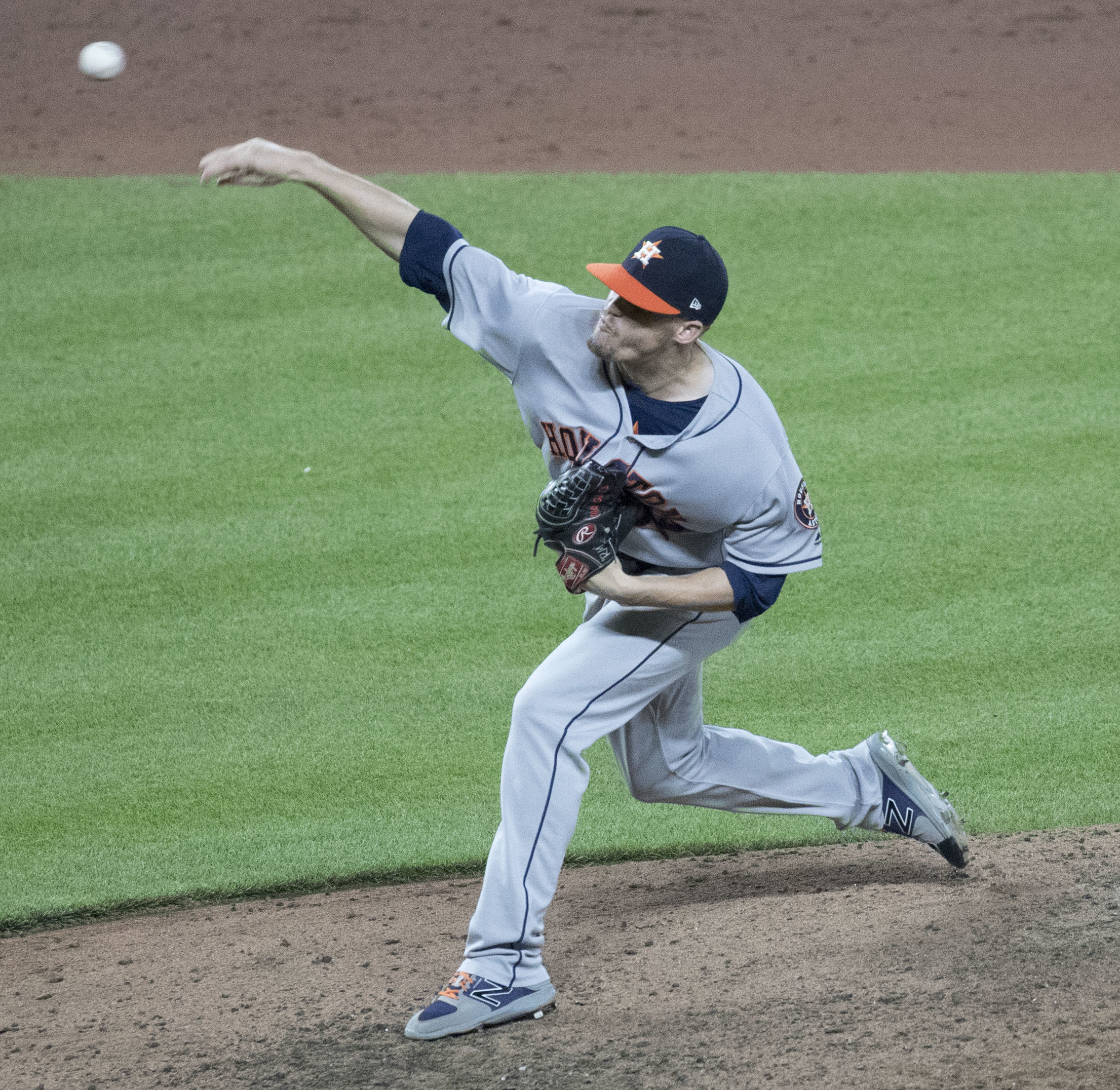
Ken Giles, 2017.

Kenneth Robert "Ken" Giles, född 20 september 1990 i Albuquerque i New Mexico, är en amerikansk professionell basebollspelare som spelar som pitcher för Seattle Mariners i Major League Baseball (MLB). Han har tidigare spelat för Philadelphia Phillies, Houston Astros och Toronto Blue Jays.
Giles draftades först av Florida Marlins i 2009 års MLB-draft men parterna skrev inget kontrakt med varandra. Giles gick åter i 2011 års draft och blev då vald av Philadelphia Phillies.
Han vann World Series med Houston Astros för 2017 års säsong.